# ISO (satelliet)
Het Infrared Space Observatory (ISO) was een ruimtetelescoop voor infrarood licht, ontwikkeld door de Europese ruimtevaartorganisatie ESA, in samenwerking met ISAS (sinds 2003 onderdeel van de Japanse ruimtevaartorganisatie JAXA) en de Amerikaanse ruimtevaartorganisatie NASA. De ISO satelliet was ontworpen om infraroodlicht waar te nemen in het golflengtebereik van 2,4 tot 240 micrometer.
De ruim 480 miljoen Euro kostende ISO werd gelanceerd op 17 november 1995 vanaf het ELA-2 lanceerplatform op het Centre Spatial Guyanais te Kourou in Frans-Guyana. De Ariane 44P raket bracht de satelliet succesvol in zijn sterk elliptische, geosynchrone baan, met een omlooptijd van 24 uur.
Het hoofdinstrument was een Ritchie-Chrétien spiegeltelescoop, met een hoofdspiegel met een diameter van 60 centimeter, die met behulp van superfluïde helium gekoeld werd tot 1,7 kelvin (1,7 graden boven het absoluut nulpunt). De telescoop voerde het verzamelde infrarode licht naar vier instrumenten waarmee fotografie en fotometrie mogelijk was van 2,5 to 240 micrometer en spectroscopie van 2,5 to 196,8 micrometer.

## Historie en ontwikkeling
In 1983 vormde de lancering van de Amerikaans-Nederlands-Britse IRAS (satelliet) de start van infraroodastronomie vanuit de ruimte. IRAS voerde de eerste verkenning, in infrarode straling, van vrijwel de gehele hemel uit; een zogenaamde 'all-sky survey'. De resulterende kaart van de hemel toonde ruim 350.000 bronnen van infrarode straling die lagen te wachten op nader onderzoek door de opvolgers van IRAS. In 1979 was de IRAS missie in een vergevorderd voorbereidingstadium en de te verwachten resultaten waren aanleiding voor de eerste gerichte voorstellen voor de ISO vervolgmissie aan de ESA. ISO zou gedetailleerde observaties gaan uitvoeren aan 30.000 kosmische infraroodbronnen, daarbij profiterend van de snelle ontwikkelingen rond infrarood detector technologie om tot een sterk verbeterde gevoeligheid en resolutie te komen. De gevoeligheid zou tot 1000 keer beter zijn dan IRAS en het oplossend vermogen tot 100 keer beter.
Een aantal vervolgstudies resulteerden in 1983 in de keuze van ISO als het volgende project in het 'ESA Scientific Programme'. Daarna volgde een oproep aan de wetenschappelijke wereld om met voorstellen voor onderzoeksdoelen en instrumenten te komen. De resultaten leidden in 1985 tot de keuze voor vierinstrumenten ontwikkeld door teams van onderzoekers en wetenschappers uit Frankrijk, Duitsland, Nederland en het Verenigd Koninkrijk.

De ontwikkeling en het ontwerp van de satelliet begon in 1986. Onder leiding van de Space Division van het Franse bedrijf Aérospatiale (tegenwoordig onderdeel van Thales Alenia Space) werd de ISO satelliet gebouwd, geassembleerd en getest door een consortium van 32, voornamelijk Europese, bedrijven. De eindbouw vond plaats in het Cannes Mandelieu Space Center, de thuisbasis van de Space Division van Aérospatiale.

## Satelliet
Het basisontwerp van ISO leek sterk op dat van zijn directe voorganger IRAS en bestond uit twee grote componenten:
- Payload module; bestaande uit een grote cryogene thermosfles (een zogenaamde cryostaat) met daarin de telescoop en vier wetenschappelijke instrumenten.
- Service module; ondersteunt de activiteiten van de payload module door middel van de elektriciteitsvoorziening, temperatuurhandhaving, standregeling en telecommunicatie.

De payload module bevatte ook een kegelvormig zonnescherm om te voorkomen dat strooilicht de telescoop bereikte, en twee grote sterrensensoren. Deze laatstgenoemden vormden onderdeel van het standregeling systeem (Altitude and Orbital Control Subsystem - AOCS) waarmee ISO over drie assen gestabiliseerd werd met een richtnauwkeurigheid van één boogseconde. Het AOCS bestond uit Zon- en Aardesensoren, de eerder genoemde sterrensensoren, een kwadrant stersensor langs de centrale as van de telescoop, gyroscopen en reactiewielen. Een actief standregeling systeem (Reaction Control System - RCS), werkend op hydrazine, werd gebruikt voor het verfijnen van de omloopbaan van ISO, kort na de lancering. De ISO satelliet woog iets minder dan 2.500 kg, was 5,3 m hoog, 3,6 m breed en 2,3 m diep.
De service module bevatte alle warme elektronica, de brandstoftank met hydrazine, en leverde tot 600 watt elektrisch vermogen door middel van zonnecellen op het zonneschild dat aan de service module was bevestigd. Aan de onderzijde van de service module was een ringvormige draagconstructie bevestigd waarmee ISO bevestigd werd aan de Ariane 44P draagraket.
De cryostaat van de payload module omsloot de telescoop en wetenschappelijke instrumenten en was feitelijk een grote thermosfles met daarin een torusvormige tank met 2268 liter superfluïde helium. Het langzaam verdampen van de helium had een sterk koelende werking waardoor de telescoop op een temperatuur van 3,4 K werd gehouden en de instrumenten zelfs op 1,9 K.
Deze zeer lage temperaturen maakten de instrumenten zodanig gevoelig dat zelfs de kleinste hoeveelheden infrarood licht van kosmische bronnen waargenomen kon worden. Zonder deze extreme koeling zouden de telescoop en de instrumenten letterlijk verblind worden door hun eigen infrarood emissie. Alle voorwerpen stralen tenslotte in het infrarood (in essentie 'warmtestraling'), zelfs 'koude' voorwerpen zoals ijsklontjes.

## Optische telescoop
De telescoop van ISO was bevestigd op de middellijn van de cryostaat, dicht bij de onderzijde van de torusvormige heliumtank. De telescoop was van het Ritchie-Chrétien type met een diafragmaopening van 60 cm, een brandpuntsafstandratio van 15 en een resulterende brandpuntsafstand van 900 cm. Om de gevoeligheid van de instrumenten te garanderen waren uitgebreide maatregelen genomen om strooilicht van met name heldere infraroodbronnen buiten het gezichtsveld van de telescoop tegen te gaan. Deze bestonden uit een combinatie van lichtdichte schermen, strooilichtkokers in de telescoop en het zonnescherm op de cryostaat. Bovendien mocht ISO niet te dicht in de buurt van de grootste infrarode stralingsbronnen kijken zoals de Zon, Aarde en de Maan. ISO keek altijd tussen 60 tot 120 graden weg van de Zon, en keek nooit dichterbij dan 77 graden naar de Aarde, 24 graden naar de Maan en nooit dichterbij dan 7 graden naar Jupiter. Deze beperkingen betekenden dat op elk willekeurig moment maar ongeveer 15 procent van de hemel door ISO bekeken kon worden.
Een piramidevormige spiegel achter de hoofdspiegel van de telescoop verdeelde het infrarode licht over de vier instrumenten, waarbij elk instrument een andere sectie van drie boogminuten kreeg uit het blikveld van 20 boogminuten van de telescoop. Om een ander instrument op hetzelfde kosmische object te richten moest dus de hele satelliet opnieuw gericht worden.

## Instrumenten
ISO bevatte een cluster van vier wetenschappelijke instrumenten voor observaties in het infrarood:
- Infrared Camera (ISOCAM) - Een hogeresolutie infraroodcamera met een waarnemingsbereik van 2,5 tot 17 micrometer en twee verschillende sensors. Evenals een zichtbaar licht camera neemt deze camera foto's van astronomische objecten, maar laat de afbeelding zien hoe het object eruitziet in infrarood licht.
- Photo-polarimeter (ISOPHOT) - Dit instrument was ontworpen om de hoeveelheid infrarode straling van een astronomisch object te meten. Met het brede golflengtebereik van 2,4 tot 240 micrometer kon dit instrument de infrarode emissie van zelfs de koudste astronomische objecten, zoals interstellair stof en interstellaire stofwolken waarnemen.
- Short Wave Spectrometer (SWS) - Een spectrometer met een golflengtebereik van 2,4 tot 45 micrometer. Waarnemingen met dit instrument leverde waardevolle informatie op over de chemische samenstelling, dichtheid en temperatuur van het heelal.
- Long Wave Spectrometer (LWS) - Een spectrometer met een golflengtebereik van 45 tot 196,8 micrometer. Dit instrument deed in essentie hetzelfde als het SWS instrument, maar keek naar veel koudere objecten dan SWS. Vooral zeer koude stofwolken in de lege ruimte tussen de sterren werden met dit instrument bestudeerd.

De vier instrumenten waren direct achter de hoofdspiegel van de telescoop gemonteerd, in een cirkelvormige opstelling, waarbij ieder instrument een segment van 80 graden bestreek in de cilindrische ruimte achter de telescoop. Het gezichtsveld van ieder instrument was verschoven ten opzichte van de optische as van de telescoop, waardoor ieder instrument dus naar een ander deel van de hemel keek. In de standaard operationele modus was telkens maar een van de vier instrumenten actief.

## Lancering en missieverloop
Na de succesvolle afronding van de ontwikkelings- en assemblagefasen werd ISO uiteindelijk op 17 november 1995 gelanceerd aan boord van een Ariane 44P draagraket. De draagraket deed zijn werk zeer goed en het hoogste punt van de baan lag maar 43 kilometer lager dan verwacht. Controle over ISO was de eerste vier dagen volledig in handen van het European Space Operations Centre (ESOC - het Europese vluchtleidingcentrum) in Darmstadt in Duitsland. Daarna werd de controle over ISO voor de rest van de missie overgedragen aan het Spacecraft Control Centre (SCC) in Villafranca in Spanje. Het SCC was onderdeel van het Villafranca Satellite Tracking Station (VILSPA).
De eerste drie weken na de lancering werd de omloopbaan aangepast en werden de diverse systemen ingeschakeld en getest. Het afkoelen van de cryostaat verliep veel efficiënter dan vooraf was berekend, waardoor de verwachte missielengte werd opgerekt tot 24 maanden. Tussen 21 november en 26 november werden alle vier wetenschappelijke instrumenten ingeschakeld en grondig gecontroleerd. Tussen 9 december 1995 en 3 februari 1996 vond de 'Performance Verification Phase' plaats, die bedoeld was de satelliet in dienst te stellen en eventuele problemen te verhelpen. Routine operaties en waarnemingen begonnen op 4 februari 1996 en eindigden op 8 april 1998 toen het koelmiddel (helium) opraakte.
Het perigeum van de baan van ISO lag ruim binnen de Van Allen stralingsgordels, waardoor de wetenschappelijke instrumenten, tijdens de doortocht door de stralingsgordel, gedurende zeven uur per omloop uitgeschakeld moesten worden. Per omloop van 24 uur bleef er dus 17 uur beschikbaar voor wetenschappelijke waarnemingen. Een standaard omloop bestond uit zes fasen:
- Contact met de satelliet (AOS - Acquisition-of-Signal) door het primaire vluchtleidingscentrum VILSPA in Spanje, gevolgd door activatie van de satelliet.
- Wetenschappelijke operaties tijdens het tijdsvenster van VILSPA. Dit venster startte vier uur na passeren van het perigeum en duurde gemiddeld negen uur.
- Overdragen van de vluchtcontrole naar het secundaire vluchtleidingscentrum 'Goldstone Deep Space Communications Complex' (GDSCC) in de Mojavewoestijn in Californië. Dit gebeurde op het apogeum van de omloopbaan en tijdens de 15 minuten van de overdracht werden geen waarnemingen verricht.
- Wetenschappelijke operaties gedurende maximaal acht uren binnen het tijdsvenster van Goldstone.
- Uitschakelen van de instrumenten tijdens de nadering van de Van Allen stralingsgordel. Verlies van signaal (LOS - Loss-of-Signal) in Goldstone.
- Passage van het perigeum.

In tegenstelling tot IRAS werd er geen wetenschappelijke data aan boord vastgelegd voor verzending op een later tijdstip. Alle data, zowel de wetenschappelijke data alsmede de huishoudelijke data, werd live verzonden naar het vluchtleidingscentrum. Het laagste punt van de baan van ISO lag beneden de radiohorizon van de beide vluchtleidingcentra in VILSPA en Goldstone, en dat was eveneens een reden was om de wetenschappelijke instrumenten uit te schakelen tijdens de passage van het perigeum.

## Einde van de missie
Om 07:00 uur UTC op 8 april 1998 constateerden de vluchtleiders van VILSPA dat de temperatuur van de ISO telescoop begon te stijgen. Dit was een duidelijk teken dat de voorraad superfluïde helium was uitgeput. Op diezelfde dag, om 23:07 uur UTC, was de temperatuur van de wetenschappelijke instrumenten gestegen tot 4,2 K en werden de wetenschappelijke operaties gestaakt. Een paar detectoren in het SWS instrument waren in staat waarnemingen te blijven doen bij stijgende temperaturen en hiervan werd dankbaar gebruikgemaakt door binnen 150 uren gedetailleerde metingen te doen aan 300 sterren. In de maand na uitputting van de heliumvoorraad werd de 'Technology Test Phase' (TTP) doorlopen om diverse systemen van ISO te testen in ongewone toestand. Na afronding hiervan werd de baan van ISO zodanig gewijzigd dat ISO binnen 20 tot 30 jaar na uitschakeling zal terugkeren in de aardatmosfeer. ISO werd vervolgens op 16 mei 1998, om 12:00 uur UTC, voorgoed uitgeschakeld.

## Resultaten
Gemiddeld verrichtte ISO 45 observaties per omloop van 24 uur. De levensduur van ISO was ruim 900 omlopen waardoor er meer dan 26.000 wetenschappelijke waarnemingen succesvol werden uitgevoerd. De enorme hoeveelheid wetenschappelijke data is tussen 1998 en 2006 uitgebreid bewerkt en gearchiveerd. De volledige dataset is sinds 1998 beschikbaar voor wetenschappers en heeft geleid tot vele astronomische ontdekkingen. De verwachting is dat er nog vele zullen volgen:
- ISO ontdekte waterdamp in gebieden met stervorming, in de buurt van stervende sterren, in bronnen dicht bij het centrum van de Melkweg, in de atmosfeer van planeten in het zonnestelsel en in de Orionnevel.
- De vorming van planeten werd waargenomen rond oude, stervende sterren. Deze ontdekking weerlegde theorieën dat planeten alleen konden ontstaan rond jonge sterren.
- Voor de eerste maal werd waterstoffluoridegas ontdekt in interstellaire gaswolken.
- De eerste maal dat het vroegste stadium van stervorming werd waargenomen. De stervormingskern L1689B werd gevonden en gedetailleerd bekeken met het LWS instrument.
- ISO ontdekte grote hoeveelheden interstellair stof in de voorheen leeggewaande ruimte tussen sterrenstelsels.
- Waarnemingen aan het meest lumineuze object in het heelal, Arp 220, onthulde dat een explosieve mate van stervorming verantwoordelijk is voor de enorme uitstraling van infrarood licht.
- Waarnemingen met het LWS instrument bevestigden de ontdekking, door IRAS, dat grote wolkachtige structuren van koude koolwaterstoffen voornamelijk in het infrarood uitstralen. Deze zogenaamde infrarode cirruswolken gedragen zich als een soort koelkast in sterrenstelsels en hebben effect op de energiebalans van heelal.
- ISO heeft naar protoplanetaire schijven gezocht en er verscheidene gevonden. Protoplanetaire schijven zijn ringen of schijven van materiaal rond sterren die worden beschouwd als de eerste fase van planeetvorming.
- ISO richtte zijn gevoelige instrumenten op een aantal planeten in het zonnestelsel om de chemische samenstelling van de atmosfeer van de betreffende planeten te bepalen.